# Cardiodectes krishnai
Cardiodectes krishnai is een eenoogkreeftjessoort uit de familie van de Pennellidae. De wetenschappelijke naam van de soort is voor het eerst geldig gepubliceerd in 1968 door Sebastian.